# Igreja de São Nicolau (Rijeka)

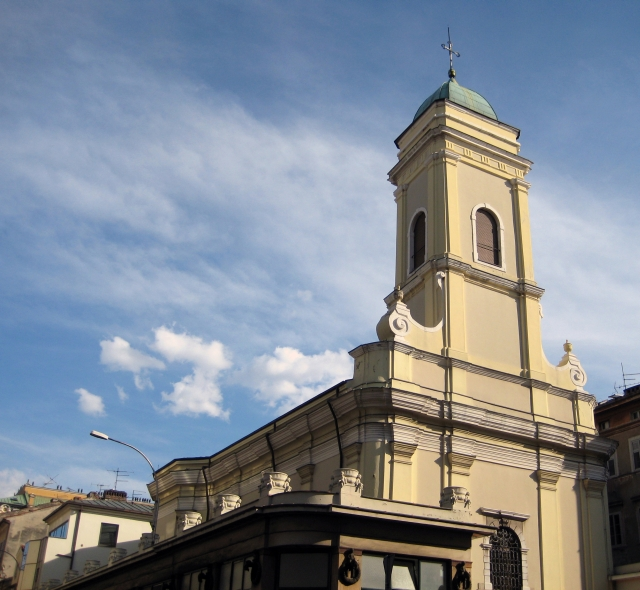
Igreja de São Nicolau

A Igreja de São Nicolau é uma Igreja Ortodoxa Sérvia em Rijeka na Croácia.
Esta igreja é dedicada a São Nicolau.
Аrquiteto da cidade de Rijeka Ignacio Hencke (em croata:  Ignazio Hencke) projetou esta igreja em 1787.
O edifício ficou completo em 1790.